# Schindellegi
Schindellegi az önkormányzattal rendelkező Feusisberg része Schwyz kantonban. Itt található többek közt a Kühne+Nagel szállítmányozási és logisztikai konszern és a Kühne Stiftung székhelye.

## Története
Schindellegi nevét először 1220-ban említik, zsindely tárolóhelyként. A késői középkorban ill. a kora újkorban különböző hadiesemények során többször is elfoglalták és kirabolták, nevezetesen a régi zürichi háborúban (1439-1450) a kappeli háború alatt (1529-1531), a vilmergeri háborúban (1656-1712) és a francia csapatok által (1798-1799).
1848–ban alapították meg Feusisberg községet Feusisberg és Schindellegi falvakból. A Wädenswil-Einsiedeln vasútvonalhoz 1877-ben csatlakozott.

## Földrajzi fekvése
Schindellegi 346 méterrel a Zürichi-tó fölött a Shil partján fekszik, ami itt 3 km-re közelíti meg a tavat. Egy sziklagát, amelyre a Szent Anna-templomot építették tartóztatja fel, hogy ne folyjon egyenesen a Zürichi-tóba. Így tovább folyik nyugat felé, hogy csak Zürichben a Limmatba torkoljon. Már a középkorban jelentős útvonalak haladtak át Schindellegin. Goethe (1775/1797) zarándokútján Einsiedelnbe kétszer is átutazott Schindellegin.

## Fordítás
- Ez a szócikk részben vagy egészben  a   Schindellegi című német Wikipédia-szócikk fordításán alapul.  Az eredeti cikk szerkesztőit annak laptörténete sorolja fel. Ez a jelzés csupán a megfogalmazás eredetét és a szerzői jogokat jelzi, nem szolgál a cikkben szereplő információk forrásmegjelöléseként.